# The Avenger
The Avenger je druhé studiové album švédské death metalové kapely Amon Amarth vydané 1. září 1999. Je to první album kapely, na kterém se podílel kytarista Johan Söderberg a bubeník Fredrik Andersson. V roce 2009 vyšla reedice alba s bonusovým CD se záznamem vystoupení kapely na Bloodshed festivalu.

## Seznam skladeb
1. Bleed for Ancient Gods
2. The Last With Pagan Blood
3. North Sea Storm
4. Avenger
5. God, His Son and Holy Whore
6. Metalwrath
7. Legend of a Banished Man

Digipak edice
1. Thor Arise

### Bonusové CD z roku 2009
1. Bleed for Ancient Gods (živě)
2. The Last with Pagan Blood (živě)
3. North Sea Storm (živě)
4. Avenger (živě)
5. God, His Son and Holy Whore (živě)
6. Metalwrath (živě)
7. Legend of a Banished Man (živě)

## Obsazení
- Johan Hegg – zpěv
- Olavi Mikkonen – kytara
- Johan Söderberg – kytara
- Ted Lundström – baskytara
- Fredrik Andersson – bicí